# IC 1564
IC 1564 је спирална галаксија у сазвјежђу Рибе која се налази на листи објеката дубоког неба у Индекс каталогу.
Деклинација објекта је + 6° 1' 16" а ректасцензија 0h 39m 5,2s. Привидна величина (магнитуда) објекта IC 1564 износи 14,0 а фотографска магнитуда 14,8. IC 1564 је још познат и под ознакама UGC 399, MCG 1-2-44, CGCG 409-53, PGC 2342.